# Ewa Górecka
Ewa Górecka (ur. 7 grudnia 1961) – polska chemiczka, pracownik Wydziału Chemii Uniwersytetu Warszawskiego, profesor nauk chemicznych. Zajmuje się chemią fizyczną ciekłych kryształów.

## Życiorys
W 1985 ukończyła studia chemiczne na Uniwersytecie Warszawskim, następnie podjęła pracę na macierzystej uczelni. Tam w 1993 uzyskała stopień doktora na podstawie pracy Badania termodynamiczne i strukturalne ciekłych kryształów o nowych centrach mezogenicznych napisanej pod kierunkiem Wiesława Pyżuka, w 2000 stopień doktora habilitowanego na podstawie pracy Wpływ chiralności molekularnej na strukturę i stabilność faz smektycznych. W 2010 otrzymała tytuł profesora nauk chemicznych.
Zajmuje się badaniami materiałów ciekłokrystalicznych. W czasie stypendium naukowego w Japonii w 1989 razem z A.D.L. Chaldani, Yukio Ouchim, Hideo Takezoei i Atsuo Fukudą odkryła antyferroelektryczny ciekły kryształ, za co w 1990 otrzymała nagrodę Japońskiego Towarzystwa Fizyki Stosowanej. W l. 1992-93 stypendystka Programu Fulbrighta na Kent State University (USA). W 1998 została wyróżniona przyznawaną przez jej macierzysty wydział Nagrodą im. Wiktora Kemuli, w 2015 Nagrodą im. Wojciecha Świętosławskiego I stopnia przyznawaną przez Oddział Warszawski Polskiego Towarzystwa Chemicznego. W 2018 została laureatką Nagrody Prezesa Rady Ministrów. Za otrzymanie materiałów ciekłokrystalicznych o strukturze chiralnej zbudowanych z niechiralnych molekuł otrzymała w 2020 Nagrodę Fundacji na rzecz Nauki Polskiej.
Jej mężem jest dziennikarz Piotr Górecki.